# Маршалл, Джордж (режиссёр)

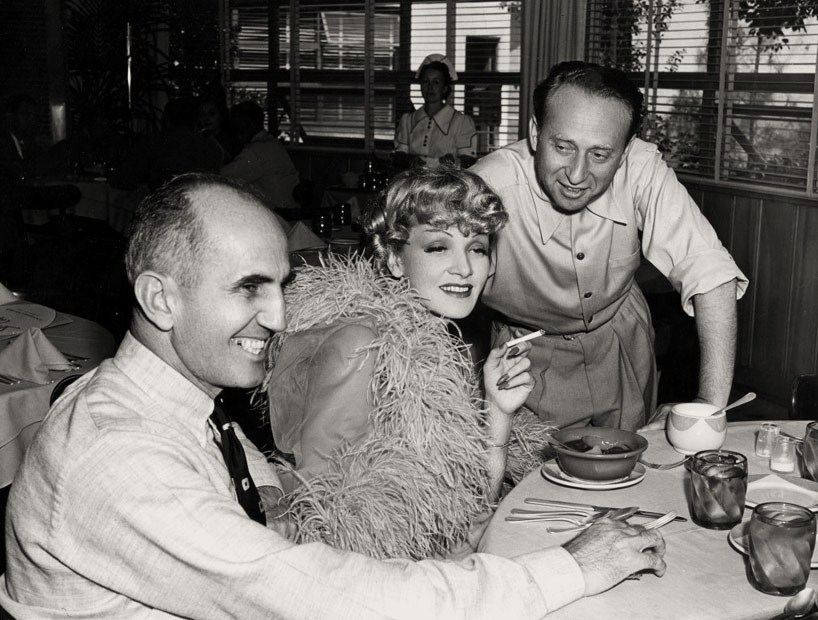
Дж. Маршалл, М. Дитрих и Дж. Пастернак на съёмках «Дестри снова в седле».

Джордж Маршалл (англ. George Marshall; 1891—1975) — американский кинорежиссёр, сценарист, продюсер, актёр. С 1948 по 1950 год президент Гильдии режиссёров Америки.

## Биография
В 1912 году был исключён из Чикагского университета, работал механиком, репортёром, лесорубом. Решив попытать счастье в развивающейся киноиндустрии, устроился статистом на студию Universal. Благодаря высокому росту и крупному телосложению с успехом выполнял трюки на вестернах, зарабатывая доллар за каждое падение с лошади. В 1916 году впервые снялся в эпизоде, через год переключился на сценарную и режиссёрскую работу. Снимал в основном короткометражные вестерны и приключенческие сериалы. В поздние годы вспоминал, что ему зачастую приходилось выступать оператором и монтажёром. В 1920-е годы переключился на комедии, в последующие годы работал в различных жанрах.
Режиссёрская фильмография Маршалла насчитывает 185 названий. Самые известные его работы — вестерн «Дестри снова в седле» с Джеймсом Стюартом и классический нуар «Синий георгин». Также поставил железнодорожные сцены в эпическом вестерне «Как был завоёван Запад».
За свой вклад в киноиндустрию он удостоился звезды на голливудской «Аллее славы».

## Фильмография
- 1916 — Across the Rio Grande
- 1917 — Squaring It
- 1920 — Ruth of the Rockies
- 1921 — The Lady from Longacre
- 1921 — Руки прочь / Hands Off
- 1921 — Ромео в седле / A Ridin' Romeo
- 1921 — По велению своего сердца / After Your Own Heart
- 1932 — Big Dame Hunting
- 1932 — Just a Pain in the Parlor
- 1932 — Strictly Unreliable
- 1932 — The Old Bull
- 1932 — Упрячь свои беды / Pack Up Your Troubles
- 1932 — Alum and Eve
- 1932 — The Soilers
- 1932 — Их первая ошибка / Their First Mistake
- 1932 — Приплыли / Towed in a Hole
- 1932 — A Firehouse Honeymoon
- 1933 — Hip Action, court métrage avec W.C. Fields
- 1934 — Wild Gold
- 1934 — Она узнала о моряках / She Learned About Sailors
- 1934 — Ever Since Eve
- 1935 — Музыка – это магия / Music Is Magic
- 1935 — В старом Кентукки / In Old Kentucky
- 1936 — Послание к Гарсиа / A Message to Garcia
- 1937 — Нэнси Стил пропала! / Nancy Steele Is Missing!
- 1937 — Love under Fire
- 1938 — Безумства Голдвина / The Goldwyn Follies
- 1938 — Держите эту студентку / Hold That Co-ed
- 1939 — Дестрини снова в седле / Destry Rides Again
- 1939 — Ты не можешь обмануть честного человека / You Can't Cheat an Honest Man
- 1940 — Охотники за привидениями / The Ghost Breakers
- 1940 — Когда Далтоны перешли черту / When the Daltons Rode
- 1941 — Горшок золота / Pot o' Gold
- 1941 — Техас / Texas
- 1942 — The Forest Rangers
- 1942 — Долина солнца / Valley of the Sun
- 1942 — Звездно-полосатый ритм / Star spangled rhythm
- 1943 — True to Life
- 1944 — And the Angels Sing
- 1945 — Зажигательная блондинка / Incendiary Blonde
- 1945 — Он сказал «Убийство» / Murder, He Says
- 1945 — Держите эту блондинку / Hold That Blonde
- 1946 — Синий георгин / The Blue Dahlia
- 1946 — Месье Бокэр / Monsieur Beaucaire
- 1947 — Злоключения Полины / The Perils of Pauline
- 1947 — Девушка из варьете / Variety Girl
- 1948 — Корни / Tap Roots
- 1949 — Жажда золота / Lust for Gold
- 1949 — Моя подруга Ирма / My Friend Irma
- 1950 — Модные штаны / Fancy Pants
- 1950 — Ни секунды скуки / Never a Dull Moment
- 1952 — Дикий / The Savage
- 1953 — Off Limits
- 1953 — Деньги из дома / Money from Home
- 1953 — Напуганные до смерти / Scared Stiff
- 1953 — Гудини / Houdini
- 1954 — Красные подвязки / Red Garters
- 1954 — Дуэль в джунглях / Duel in the Jungle
- 1954 — Заместитель шерифа Дестри / Destry
- 1955 — The Second Greatest Sex
- 1956 — Столпы небес / Pillars of the Sky
- 1956 — За пределами Момбасы / Beyond Mombasa
- 1957 — Растяпа / The Sad Sack
- 1957 — Стрелки Юбочного форта / The Guns of Fort Petticoat
- 1958 — Пастух / The Sheepman
- 1959 — Брачная игра / The Mating Game
- 1959 — Беседка / Садовая беседка / The Gazebo
- 1961 — Этюд в тонах страха / Cry for Happy
- 1961 — Счастливые воры / The Happy Thieves
- 1962 — Как был завоеван Запад / How the West Was Won (segment The Railroad)
- 1963 — Деликатное состояние папы / Papa's Delicate Condition
- 1964 — Advance to the Rear
- 1964 — Интрига / L'intrigo
- 1966 — Боже, я ошибся номером / Boy, Did I Get a Wrong Number!
- 1967 — Восьмёрка беглецов / Eight on the Lam
- 1968 — The Wicked Dreams of Paula Schultz
- 1969 — Попался на удочку / Hook, Line and Sinker